# Mis aventuras con Superman
Mis aventuras con Superman (en inglés: My Adventures with Superman) es una serie de televisión animada estadounidense de superhéroes, influenciada por el anime y basada en el personaje de DC Comics, Superman. La serie está desarrollada por Jake Wyatt y producida por Warner Bros. Animation y DC Entertainment, y cuenta con la animación subcontratada de Studio Mir en Corea del Sur.
La serie se estrenó en Adult Swim el 7 de julio de 2023, y cada episodio se lanzó por Max al día siguiente de su emisión por televisión. La segunda temporada comenzó a transmitirse el 26 de mayo de 2024, cambiando sus estrenos al bloque de programación Toonami de Adult Swim, que originalmente incluía la primera temporada. La serie fue renovada para una tercera temporada en junio de 2024.
Adicionalmente, se anunció el desarrollo de una serie derivada titulada como Mis aventuras con Linterna Verde.

## Sinopsis
La historia sigue a Clark Kent (Jack Quaid) mientras construye su identidad secreta como Superman y explora sus propios orígenes misteriosos, y a Lois Lane (Alice Lee), el interés amoroso de Clark, quien está en camino de convertirse en una reportera estrella. Formando equipo con el fotógrafo y mejor amigo de Clark, Jimmy Olsen (Ishmel Sahid), el trío descubre las historias que importan y salva el día de muchos villanos en la ciudad de Metrópolis mientras también se enfrenta a la Fuerza Especial X.
En la segunda temporada, mientras sigue lidiando con la Fuerza Especial X, que se ha aliado con el exasistente personal de Anthony Ivo (Jake Green), Lex Luthor (Max Mittelman), Superman descubre que tiene una prima llamada Kara Zor-El (Kiana Madeira) que fue criada por Primus Brainiac (Michael Emerson). Ahora Superman deberá de lidiar con Brainiac mientras este viene dispuesto a conquistar la Tierra en nombre de los restos del imperio Kryptoniano tal como lo hizo con otros planetas.

## Reparto de voces
| Personaje                           | Actor de voz original (Estados Unidos) | Actor de doblaje (Hispanoamérica) | Actor de doblaje (España) |
| Principales                         | Principales                            | Principales                       | Principales               |
| ----------------------------------- | -------------------------------------- | --------------------------------- | ------------------------- |
| Kal-El / Clark Kent / Superman      | Jack Quaid                             | José Durán                        | Marcel Navarro            |
| Lois Lane                           | Alice Lee                              | Arlet Matute                      | Nerea Alfonso             |
| Jimmy Olsen                         | Ishmel Sahid                           | Carlos Pinto                      | Luis Torrelles            |
| Kara Zor-El / Kara Kent / Supergirl | Kari Wahlgren                          | Kevin García                      | Eduard Doncos             |
| Kara Zor-El / Kara Kent / Supergirl | Kiana Madeira                          | María José Estévez                | Clara Schwarze            |
| Recurrentes e invitados             |                                        |                                   |                           |
| Clark Kent (niño)                   | Kari Wahlgren                          | Humber Mirabal                    | Carme Calvell             |
| Perry White                         | Darrell Brown                          | Kevin García                      | Ramón Canals              |
| Leslie Willis / Livewire            | Zehra Fazal                            | Stefany Solórzano                 | Laura Monedero            |
| Flip Johnson                        | Azuri Hardy-Jones                      | Clara Millán                      | Iris Lago                 |
| Jor-El                              | Jason Marnocha                         | Jonathan Avilán                   | Mark Ullod                |
| Slade Wilson / Deathstroke          | Chris Parnell                          | Erick Bohórquez                   | Masumi Mutsuda            |
| Martha Kent                         | Kari Wahlgren                          | Carmen Suárez                     | Esther Solans             |
| Jonathan Kent                       | Reid Scott                             | Roger Eliud López                 | José García Tos           |
| Cat Grant                           | Melanie Minichino                      | América Caigua                    | Thais Buforn              |
| Steve Lombard                       | Vincent Tong                           | Anthony Alvarado                  | José Posada               |
| Albert / Rough House                | Vincent Tong                           | Luis Mejías                       | Ferran Carnicero          |
| Ronnie Troupe                       | Kenna Ramsey                           | Stefany Solórzano                 | Maribel Pomar             |
| Kyle Nimbus / Mist                  | Lucas Grabeel                          | Nicolás Daza                      | Raúl Pérez                |
| Siobhan McDougal / Silver Banshee   | Catherine Taber                        | Keren Iturriago                   | Roser Vilches             |
| Dr. Anthony Ivo / Parásito          | Jake Green                             | Abraham Aguilar                   | Raúl Llorens              |
| Lex Luthor                          | Max Mittelman                          | Andrew Pérez                      | Jordi Navarro             |
| Curtis                              | Darrell Brown                          | José Gómez Chompré                |                           |
| Rory / Ola de Calor                 | Laila Berzins                          | Aumary Guedez                     | Neus Sendra               |
| Amanda Waller                       | Debra Wilson                           | Valentina Toro                    | Rosa Guillén              |
| General Sam Lane                    | Joel de la Fuente                      | Ricardo Benítez                   | Juan Antonio Bernal       |
| Monsieur Mallah                     | André Sogliuzzo                        | Rodolfo Bonaci                    | Carlos Vicente            |
| Cerebro                             | Jesse Inocalla                         | Henrique Palacios                 | Enrique Hernández         |
| Lois Lane / Lois Robot              | Alice Lee                              | Arlet Matute                      | Soraya Pérez              |
| Mr. Mxyzptlk                        | David Errigo Jr.                       | Sebas Dos Santos                  | José Javier Serrano       |
| Jalana Olsen                        | Kimberly Brooks                        | Yuneidy Reyes                     | Sara Gómez                |
| Lewis Lane                          | Osric Chau                             | Jorbel Alexis Ruiz                | Jordi Navarro             |
| Lois Lane / Lois líder              | Lauren Tom                             | Arlet Matute                      | Isabel Valls              |
| Vicki Vale                          | Andromeda Dunker                       | América Caigua                    | Alicia Laorden            |
| Primus Brainiac                     | Michael Emerson                        | Ángel Mujica                      | Alberto Mieza             |
| Hank Henshaw                        | Max Mittelman                          | Marco Di Cesare                   | Carles Lladó              |
| Ethan Avery / Damage                | Jason Marnocha                         | Vladimir Ramírez                  | Carlos Calvo              |
| Joseph Martin / Atomic Skull        | Max Mittelman                          | Victor Piñango                    | Marc Zanni                |
| Billy                               | Riley Looc                             | Yuneidy Reyes                     | Anna Orra                 |
| Silas Stone                         | Byron Marc Newsome                     | Abraham Aguilar                   | Dani Albiac               |
| Dr. John Henry Irons / Acero        | Byron Marc Newsome                     | Douglas Mendoza                   | Alfonso Vallés            |
| Thomas Weston                       | Max Mittelman                          | Santiago Leal                     | Claudi Domingo            |
| Lois Lane (niña)                    | Jolie Hoang-Rappaport                  | Arlet Matute                      | Ainhoa Maiquez            |
| Winslow Schott / El Juguetero       | Michael Yurchak                        | Walter Véliz                      | Pep Sais                  |
| Silver St. Cloud                    | Melanie Minichino                      | Adela Valbuena                    | Jana Massot               |
| Lara Lor-Van                        | Rhea Seehorn                           | Ericka Guillen                    | Elisa Beuter              |

## Episodios

### Resumen de la serie
| Temporada | Temporada | Episodios | Episodios | Emisión original   | Emisión original        |
| Temporada | Temporada | Episodios | Episodios | Primera emisión    | Última emisión          |
| --------- | --------- | --------- | --------- | ------------------ | ----------------------- |
|           | 1         | 10        | 10        | 7 de julio de 2023 | 1 de septiembre de 2023 |
|           | 2         | 10        | 10        | 26 de mayo de 2024 | 21 de julio de 2024     |

### Temporada 1 (2023)
| N.º | Título                                                                | Dirigido por           | Escrito por                                               | Fecha de emisión original                | Fecha de emisión en Hispanoamérica       | Fecha de emisión en España |
| --- | --------------------------------------------------------------------- | ---------------------- | --------------------------------------------------------- | ---------------------------------------- | ---------------------------------------- | -------------------------- |
| 12 | «Adventures of a Normal Man» «Aventuras de un hombre normal»          | Jen BennettDiana Huh   | Josie Campbell, Brendan Clogher y Jake WyattCynthia Furey | 7 de julio de 2023                       | 7 de julio de 2023                       | 11 de diciembre de 2023    |
| Parte 1: En Smallville, Kansas, un joven Clark Kent descubre que tiene los superpoderes de la superfuerza y el vuelo tras inconscientemente haberlos despertado para salvar a una mujer y a su bebé de un accidente automovilístico. Años después, en Metrópolis, Clark y su compañero de habitación, Jimmy Olsen, un estudiante de fotografía y teórico de la conspiración alienígena, comienzan su primer día como pasantes en el Daily Planet. Asignados a la pasante senior, Lois Lane, ella los engaña para que la ayuden a investigar un robo de tecnología de grado militar. Con una pista de la Legión Newskid de Flip Johnson, el trío encuentra a los ladrones cargando robots militares en los muelles. La líder de los ladrones, Leslie Willis, desata un robot para atacarlos. Clark se pierde de vista y regresa disfrazado para destruirlo. Mientras Leslie activa a los robots restantes para luchar contra Clark, Lois los desactiva con éxito mientras él despierta su supervelocidad para destruir al robot final. A pesar de sus esfuerzos, el editor en jefe, Perry White se niega a publicar la historia basada en las fotos borrosas de Jimmy sin pruebas reales del nuevo metahumano al que Lois apoda como «Superman». Una vez que los tres se hacen amigos, Lois invita a los chicos a ayudarla a conseguir una entrevista exclusiva con Superman. Parte 2: Mientras Lois sigue tenazmente el robo del robot en busca de una pista que la lleve a Superman, Clark regresa a Smallville para investigar su pasado y comprender sus nuevos poderes. Al desenterrar la cápsula espacial que lo trajo a la Tierra, Clark activa un holograma alienígena y ve visiones de un planeta alienígena en medio de una guerra espacial que está siendo destruido. Después de que Clark obtiene nueva ropa alienígena de ahí, su madre, Martha Kent, le agrega un cinturón y pantalones cortos para completar su aspecto como superhéroe. Mientras tanto, Leslie es perseguida por la organización a la que le robó la tecnología robótica, llamada la Fuerza Especial X, y organiza una reunión con el agente líder, Slade Wilson. Cuando Leslie amenaza con detonar explosivos en las alcantarillas de la ciudad si continúan cazándola, la interrupción sorpresa de Lois y Jimmy convierte la reunión en una lucha por el detonador. Leslie revela su supertraje eléctrico para luchar contra Slade hasta que Superman llega para someterla. Slade daña el cristal de poder de su traje, lo que lleva a Superman a destruirlo después de que le da otra visión de la guerra espacial. Aunque las fotos claras de Jimmy convencen a Perry de publicar la historia, este le cede la firma a reporteros no involucrados. Más tarde, Slade tortura a Leslie en un centro clandestino para obtener información sobre Superman. |                                                                       |                        |                                                           |                                          |                                          |                            |
| 3 | «My Interview with Superman» «Mi entrevista con Superman»             | Jen Bennett            | Aman Adumer                                               | 14 de julio de 2023                      | 14 de julio de 2023                      | —                          |
| Cuando Lois intenta entrevistar a Superman, Clark lucha por descubrir cómo ayudarla mientras protege su identidad secreta. Sin embargo, ella y los internos también deben de lidiar con los reporteros establecidos de la «Scoop Troop» del Daily Planet, quienes fueron acreditados por Perry en la historia sobre Superman: Steve Lombard, Cat Grant y Ronnie Troupe. Mientras tanto, Mist junto a su amigo, Rough House, usa la tecnología sobrante de la lucha entre Leslie y Superman para liberar de la prisión a su hermana, Siobhan McDougal, y equiparla con tecnología sónica para reconstruir su pequeña banda criminal, la Intergang. A pesar de las dudas de Clark, los internos se hacen pasar por la Scoop Troop para investigar a Siobhan y descubren una pista para el próximo atraco de la Intergang. Cuando la Intergang intenta robar el banco mayor de Metrópolis, el cristal de poder de su cañón de hielo falla y comienza a congelar a todo lo que está cerca. Al ver a Lois y Jimmy en peligro, Superman despierta su visión de calor y destruye el cristal, lo que a su vez le otorga una visión sobre un ejército de robots invasores. Mientras Slade se hace pasar por paramédico para detener en secreto a la Intergang derrotada, Superman acepta la entrevista de Lois y le revela que aún está averiguando quién es, pero que está comprometido a salvar a la gente. Sin embargo, para su consternación, Lois le dice más tarde a Clark que sospecha que Superman miente. |                                                                       |                        |                                                           |                                          |                                          |                            |
| 4 | «Let's Go to Ivo Tower, You Say» «Visita a la Torre Ivo»              | Kiki Manrique          | Josie Campbell y Brendan Clogher                          | 21 de julio de 2023                      | 21 de julio de 2023                      | —                          |
| Perry le asigna a los pasantes la tarea de cubrir la gala de AmazoTech organizada por el director ejecutivo, el doctor Anthony Ivo. Lois es rechazada por los asistentes por sus preguntas invasivas, mientras que Clark se topa con una discusión entre Ivo y su presidente, Curtis, sobre la votación de la junta directiva que destituyó a Ivo. Expulsada por la seguridad de Ivo, Lois mete a Clark de nuevo a escondidas. Ambos se sinceran el uno con el otro antes de descubrir una sala de tecnología secreta que conecta a Ivo con Livewire y la Intergang. Un Ivo enojado demuestra en sí mismo la armadura Parásito 1.0 e intenta matar a Curtis. Clark se convierte en Superman para salvar a Curtis mientras Ivo atrapa a los asistentes en la Sala de Pánico de Amazo para que vean cómo domina a Superman. Al darse cuenta de que la armadura absorbe la energía de sus ataques, Superman deja de luchar directamente contra Ivo mientras que Lois y Jimmy desactivan la Sala de Pánico. Con el traje sin poderes, Superman se lo quita a Ivo, quien queda deformado por los efectos secundarios del traje. Con Ivo bajo el cuidado de los paramédicos, los internos regresan y encuentran la habitación secreta vacía. Lois besa a Clark, considerando la noche como una cita. Más tarde, tras presentar su investigación sobre Ivo, Lois encuentra un artículo sensacionalista roto sobre avistamientos de milagros en Kansas en el abrigo de Clark. Tras revisar su tablero de pruebas, Lois concluye que Clark es Superman. |                                                                       |                        |                                                           |                                          |                                          |                            |
| 5 | «You Will Believe a Man Can Lie» «Creerás que un hombre puede mentir» | Diana Huh              | M. Willis, Cynthia Furey y Aman Adumer                    | 28 de julio de 2023                      | 28 de julio de 2023                      | —                          |
| Con la esperanza de confesar sus crecientes sentimientos por Lois, Clark le pide ayuda para desarrollar una historia sobre la tecnología militar robada que se extiende por Metrópolis y un misterioso individuo que secuestra a cualquiera que la use. Sin embargo, ella lo ve como una oportunidad para desenmascararlo como Superman. Usando un viejo escáner de despacho, persigue a Superman mientras este frustra varios crímenes antes de finalmente encontrarlo tras derrotar a Ola de Calor, otra criminal potenciada por la tecnología robada. Mientras Superman está distraído, Ola de Calor se escapa, creyendo que él está detrás de los secuestros. Después de dejar a Lois en el Daily Planet para mantenerla a salvo, Superman se vuelve a enfrentar a Ola de Calor y descubre que el verdadero culpable de los criminales secuestrados es un Slade blindado ayudado por robots similares a los que usó Livewire. Su pelea posterior pronto pone en peligro a los civiles, lo que lleva a los superiores de Slade, el General y Amanda Waller, a ordenarle que se retire para que Superman pueda salvarlos. Tras regresar con Lois, ella obliga a Clark a revelarle su identidad secreta y queda angustiada. Mientras tanto, Jimmy se decepciona al enterarse de que Clark y Lois no asistieron a un viaje de campamento planeado para investigar avistamientos de Pie Grande con él. Jimmy va solo, pero un gran gorila lo secuestra. |                                                                       |                        |                                                           |                                          |                                          |                            |
| 6 | «My Adventures with Mad Science» «Mis aventuras con la ciencia loca»  | Kiki Manrique          | Aman Adumer, Angela Entzminger y Cynthia Furey            | 4 de agosto de 2023                      | 4 de agosto de 2023                      | —                          |
| Después de no poder localizar a Jimmy, Clark le pide ayuda a Lois. A pesar de seguir enojada con él, ella acepta. Recorriendo el bosque, la pareja encuentra una instalación militar abandonada conocida como el Área 52, pero al cruzar la valla, los poderes de Clark fallan, debido a que el área está expuesta a la radiación solar roja, antes de ser perseguidos por robots OMAC. Mientras tanto, dentro del Área 52, Jimmy conoce y se hace amigo del gorila Monsieur Mallah y su compañero Cerebro. Cerebro y Mallah revelan que originalmente trabajaron para el Proyecto Cadmus, una rama de la Fuerza Especial X que se centraba en el desarrollo de tecnología futurista, antes de que esta última organización los traicionara y asaltara el Área 52. Desde entonces, ambos han estado intentando crear un agujero de gusano para acceder a otras dimensiones donde serían aceptados. Finalmente, al entrar en el Área 52, Clark y Lois se reconcilian entre sí y con Jimmy, quien revela que ya conocía la identidad secreta de Clark, antes de unirse a Cerebro y Mallah para derrotar a los OMAC. Tras abrir con éxito su agujero de gusano, Cerebro, antes de partir con Mallah, le advierte a Clark que la Fuerza Especial X lo está persiguiendo. Tiempo después, el General recluta a Ivo para que lo ayude a usar la tecnología de Cadmus para matar a Superman. |                                                                       |                        |                                                           |                                          |                                          |                            |
| 7 | «Kiss Kiss Fall in Portal» «Besa, besa, cae en el portal»             | Jen Bennett            | Paul Chang, Cynthia Furey y Aman Adumer                   | 11 de agosto de 2023                     | 11 de agosto de 2023                     | —                          |
| Después de que Clark les muestra a Lois y Jimmy su nave espacial y les aclara su origen alienígena incompleto, Clark y Lois planean su primera cita. Sin embargo, son interrumpidos por Mr. Mxyzptlk, un diablillo multiversal que lo engaña para que lo ayude a robar una grabadora de un museo en Tierra-1, revelando en el proceso que Clark es del planeta Krypton. Mientras tanto, Lois y Jimmy son reclutados por la «Liga de Lois Lanes» multiversal para ayudarlos a detener a Mxyzptlk y Clark. Sospechando de sus intenciones, Lois busca en sus archivos y encuentra el «Archivo X» censurado. Al encontrarlos, la Liga ataca a Clark mientras Mxyzptlk secuestra la nave de la Liga y viaja a su sede con la grabadora y la ayuda de Lois. Mientras ella roba el Archivo X original, Mxyzptlk recupera su sombrero con el que recobra toda su fuerza y causa el caos hasta que Superman lo distrae, permitiendo que Lois lo despoje de sus poderes tras quitarle su sombrero y que Jimmy lo contenga. Mientras la Liga arresta a Mxyzptlk, la contraparte de Jimmy, Jalana Olsen, lleva en secreto a los internos de vuelta a su Tierra-12 natal, donde Clark y Lois terminan su cita. Después, Lois abre el Archivo X y encuentra grabaciones de Supermanes malvados de un universo alternativo y una muestra de un cristal verde, posteriormente identificado como kryptonita, que la Liga usó para herir a Superman. |                                                                       |                        |                                                           |                                          |                                          |                            |
| 89 | «Zero Day» «Día Cero»                                                 | Diana HuhKiki Manrique | Cynthia FureyAman Adumer                                  | 18 de agosto de 202325 de agosto de 2023 | 18 de agosto de 202325 de agosto de 2023 | —                          |
| Parte 1: El General usa collares de choque para reclutar por la fuerza a Livewire, la Intergang y Ola de Calor para que ayuden a Slade e Ivo a capturar a Superman. Mientras tanto, después de desarrollar superaudición y escuchar como todos en Metrópolis piden ayuda, Clark se agota ayudando a todos y pronto queda debilitado y privado de sueño. Cuando la periodista del Gotham Gazette, Vicki Vale, llega para cubrir sus actividades, Lois queda deslumbrada tras conocerla. Sin embargo, Lois se decepciona cuando Vale entrevista a Alex, el exasistente de Ivo, solo para publicar una historia tendenciosa que difama a Superman como una amenaza con el objetivo de obtener un ascenso. Superman salva a un hombre invisible de ser atropellado por un camión, pero inconscientemente provoca un accidente, lo que pone a la opinión pública en su contra. El hombre invisible resulta ser Mist quien le afirma a Clark que la Fuerza Especial X secuestró a Siobhan y Albert, Superman se ofrece a rescatarlos, solo para ser conducido a una trampa donde es atacado por el grupo. Aunque se mantiene firme a pesar de su estado debilitado, Superman finalmente es incapacitado y noqueado por Livewire e Ivo a través de su armadura mejorada de Parásito. El General evita que Ivo lo mate ya que quiere interrogar a Superman. Mist se arrepiente de haber atraído a Superman a la trampa mientras que Lois y Jimmy corren a la escena, pero llegan tarde y solo ven como el grupo se lleva a Superman. Parte 2: En flashbacks, el General, Waller y sus fuerzas son atacados por un ejército alienígena liderado por una figura blindada similar a Superman, cuyo nombre en clave es «Némesis Omega», antes de que un misterioso evento cierre el portal de donde venían, obligando al ejército a retirarse dejando atrás su tecnología. En el presente, la Legión Newskid ayuda a Lois y Jimmy a buscar a Superman mientras que el General lo interroga para obtener información sobre el «Día Cero». Ante la angustiada reacción de Superman, el General duda de su conexión con el asunto, mientras que una disgustada Waller ayuda en secreto a los prisioneros a escapar. Un Ivo vengativo ataca a Superman, pero sin darse cuenta lo libera. Flip finalmente lo encuentra y lo lleva a un lugar seguro. Clark cree que fue enviado a la Tierra para destruirla, pero Lois le asegura lo contrario. Al enterarse de que Ivo está causando estragos desviando la red eléctrica, Lois y Jimmy usan las redes sociales para solicitarle a los ciudadanos de Metrópolis que corten su energía eléctrica, debilitando así a Ivo para que Superman pueda usar su recién despertada visión de rayos X para localizarlo y poder sacarlo de su traje. Mientras Superman y Lois declaran su amor, Jimmy encuentra el Archivo X. En nombre de Checkmate, Waller degrada al General del liderazgo de la Fuerza Especial X y le entrega el último invento de Ivo, el Cañón Omega, con la orden de matar a Superman. |                                                                       |                        |                                                           |                                          |                                          |                            |
| 10 | «Hearts of the Fathers» «Corazones de los padres»                     | Jen Bennett            | Serena Wu y Jake Wyatt                                    | 1 de septiembre de 2023                  | 1 de septiembre de 2023                  | —                          |
| Atormentado por pesadillas sobre el Día Cero, Clark jura detener cualquier invasión de Krypton hacia la Tierra. Después de que Perry promueve oficialmente a Clark, Lois y Jimmy ante los periodistas por su artículo sobre la derrota de Ivo, celebran el Día de Acción de Gracias con los padres de Clark. Lois también invita a su padre quien resulta ser Sam Lane, el General, quien no reconoce a Clark. Cuando Jimmy intenta hablar con Lois y Clark, deja caer el Archivo X, revelando las grabaciones de los Supermanes malvados a un Clark devastado y exponiéndolo a la kryptonita. La nave de Clark también reacciona, enviando una señal que provoca una invasión similar al Día Cero. Mientras Superman y Sam luchan contra los invasores, Jimmy descubre que la kryptonita también daña a la tecnología kryptoniana. Un Superman debilitado toma la esfera con el cristal para destruir la nave nodriza, deteniendo la invasión mientras un holograma de su padre biológico lo ayuda a regresar a la Tierra. Sam se prepara para matarlo, pero Lois suplica por su vida y le recuerda que Superman los salvó, lo que provoca que Sam desista de su decisión y en cambio se retire. En la cena, Jimmy revela que vendió su canal de Flamebird al Daily Planet y que debido a ello se convirtió en millonario. Mientras que al otro lado del universo, Brainiac le informa a una guerrera kryptoniana que la Tierra es un nuevo planeta a conquistar. La guerrera, decidida, le responde jurando que la humanidad se arrodillará ante ellos. |                                                                       |                        |                                                           |                                          |                                          |                            |

### Temporada 2 (2024)
| N.º | Título                                                                    | Dirigido por  | Escrito por                                              | Fecha de emisión original | Fecha de emisión en Hispanoamérica | Fecha de emisión en España |
| --- | ------------------------------------------------------------------------- | ------------- | -------------------------------------------------------- | ------------------------- | ---------------------------------- | -------------------------- |
| 1 | «More Things in Heaven And Earth» «Más cosas entre el Cielo y la Tierra»  | Diana Huh     | M. Willis                                                | 26 de mayo de 2024        | 26 de mayo de 2024                 | —                          |
| Mientras Clark lucha por planificar la cita perfecta para el Día de San Valentín con Lois, ellos y Jimmy se dirigen a Laboratorios S.T.A.R. para entrevistar a Hank Henshaw sobre un extraño meteoroide que desapareció sobre la Antártida. Mientras están allí, Jimmy motiva al exasistente de Ivo, Alex, para que busque un nuevo trabajo después de que Laboratorios S.T.A.R. lo rechazara por su implicación con Ivo en la creación del traje de Parásito. Deduciendo que el meteoroide es la nave espacial perdida de Clark, el trío se dirige a buscarla. Después de ser separados por un mal funcionamiento de la tecnología kryptoniana, Clark se encuentra con el holograma de su padre biológico, Jor-El, quien ahora capaz de hablar inglés, le termina de explicar sus orígenes y le revela que tiene una prima, Kara Zor-El, quien también sobrevivió a la destrucción de Krypton. Mientras tanto, Lois y Jimmy descubren que la kryptonita está afectando a la nave espacial al mismo tiempo que se topan con Waller, Slade y el agente Ethan Avery, quienes están liderando un operativo de la Fuerza Especial X para apoderarse de la tecnología de la nave, habiendo además tomado como prisionero a Sam. Mientras la nave se repara, Superman lucha contra Avery y Slade hasta que Jor-El usa la poca energía que le queda para purificar el núcleo de la nave y convertirla en una fortaleza. Antes de apagarse, Jor-El le dice a Superman que encuentre una «baliza» para localizar a Kara. Después, Lois le pide a Clark que la ayude a rescatar a Sam mientras que la Fuerza Especial X se fuga con la tecnología y las muestras de kryptonita que lograron adquirir.                                                                                         |                                                                           |               |                                                          |                           |                                    |                            |
| 2 | «Adventures with My Girlfriend» «Aventuras con mi novia»                  | Kiki Manrique | Angela Entzminger                                        | 26 de mayo de 2024        | 26 de mayo de 2024                 | —                          |
| Mientras la Fuerza Especial X establece una nueva base subterránea debajo de la prisión de Stryker, Waller interroga a Sam para que le muestre la ubicación de su parte del arsenal de la organización. Mientras tanto, Clark y Lois aceptan ayudar a un niño llamado Billy a encontrar a su padre, un bibliotecario voluntario en la prisión de Stryker que desapareció mientras investigaba los casos de otras personas desaparecidas. Con Jimmy ocupado lidiando con Lombard y la Legión Newskid, la pareja se infiltra en la prisión y se topa con la nueva base de la Fuerza Especial X. Mientras rescatan a Sam y al padre de Billy, descubren que Waller ha estado secuestrando a reclusos que no pueden pagar su fianza para usarlos como sujetos de prueba en experimentos con tecnología kryptoniana con el fin de empoderar a sus agentes, tras ello son atacados por Waller y el agente Joseph Martin. Mientras los Lane evacúan a los reclusos, Superman lucha contra Martin, cuya armadura radiactiva le permite combatir la invulnerabilidad de Superman. No obstante, Superman derrota a Martin, recupera la baliza que Jor-El le pidió que encontrara y se reúne con los Lane y los reclusos para luego ser rescatados por Jimmy y Lombard, quienes vieron el caos desde lejos. Luego, Sam acepta quedarse con Clark y Jimmy mientras que Alex, ahora refiriéndose a sí mismo como Lex Luthor, rescata a Waller de un Ivo que se escapó y se ofrece a ayudarla. |                                                                           |               |                                                          |                           |                                    |                            |
| 3 | «Fullmetal Scientist» «El científico de acero»                            | Jen Bennett   | Cynthia Furey                                            | 2 de junio de 2024        | 2 de junio de 2024                 | —                          |
| Mientras rescata al científico de AmerTek, Silas Stone, de un edificio en llamas, Clark desbloquea un nuevo poder: un campo de fuerza de «superaura». Sin embargo, después de que Clark se retira, Livewire amenaza a Silas para que borre de forma remota todos los registros de un proyecto en el que estaba trabajando. Al día siguiente, Clark lucha por equilibrar su vida laboral y social con su trabajo como Superman y con el alojamiento de un Sam paranoico. Simultáneamente, Lois, Vale y Flip, la nueva pasante de Jimmy, descubren por separado un misterio que rodea a los científicos desaparecidos, Silas y el Dr. John Henry Irons, al director ejecutivo de AmerTek, Thomas Weston, y a su línea de robots Metallo. Mientras Lois y Vale compiten por superarse mutuamente, Superman, Jimmy y Flip localizan a Irons, quien revela que Weston los obligó a él y a Silas a acelerar la producción de los Metallos y a crear un reactor «Amer-Fusion» para alimentar las instalaciones de AmerTek en Metrópolis, lo que resultó inestable y que cuando ellos intentaron hacerle ver el peligro que eso representaba, Weston acabó despidiéndolos. Después de repeler a Livewire, a quien Weston contrató para matar a Irons e intimidar a Silas, Superman y Irons unen fuerzas para detener a Weston antes de que destruya a Metrópolis con el reactor de fusión inestable. Irons usa su traje mecánico de «Acero» para defenderse de los Metallos y destruir los pilares del reactor salvando a Superman y a la ciudad en el proceso. Luego, Weston es arrestado, Vale le ofrece a Lois un trabajo en el Gotham Gazette, y la nueva empresa de Luthor, LexCorp, compra AmerTek y confisca el traje de Acero y a los Metallos para su uso en la Fuerza Especial X. |                                                                           |               |                                                          |                           |                                    |                            |
| 4 | «Two Lanes Diverged» «Caminos separados»                                  | Diana Huh     | Sari Cooper                                              | 9 de junio de 2024        | 9 de junio de 2024                 | —                          |
| En flashbacks, Sam entrena a Lois para encontrar la Estrella Polar, aunque gradualmente se distancia de su hija debido a su trabajo militar. En el presente, Sam teme que Waller lo haya encontrado y se retira a un almacén seguro para prepararse, sin embargo, Lois se involucra en el asunto en contra de sus deseos. Mientras evaden a los agentes de la Fuerza Especial X, quienes pretenden matar a Sam, los Lane se reúnen con un antiguo contacto suyo, Winslow Schott, pero él los traiciona. Durante todo el proceso, los Lane discuten sobre los métodos de Sam, los cuales los distancian entre sí. Mientras tanto, Jimmy se entera de que ha sido invitado a servir como orador invitado en un simposio de Laboratorios S.T.A.R. e invita a Clark. Sin embargo, se enteran de que el tema es si los extraterrestres como Superman hacen más daño que bien. Para complicar las cosas, Jimmy debate sin éxito contra Luthor sobre la confiabilidad de Superman y cuán poderoso es en comparación con la humanidad, entre otros puntos. Cuando la batalla de la Fuerza Especial X y los Lane termina llegando al simposio, Superman interviene para ayudarlos a escapar. Mientras la Fuerza Especial X se retira, Luthor aprovecha las consecuencias de la pelea para poner a los asistentes en contra de Superman. Más tarde esa noche, Clark le envía un mensaje a Kara con la baliza, Sam desaparece, Luthor y Waller consiguen el apoyo de Laboratorios S.T.A.R. y El Pentágono, y la guerrera kryptoniana se acerca a la Tierra. |                                                                           |               |                                                          |                           |                                    |                            |
| 5 | «"Most Eligible Superman"» «El Superman Más Cotizado (LA)»                | Kiki Manrique | Josie Campbell                                           | 16 de junio de 2024       | 16 de junio de 2024                | —                          |
| Perry asigna a Clark y Lois para entrevistar a Superman al enterarse de que fue nombrado finalista del concurso de solteros y solteras más elegibles de Metropolis. Haciendo caso omiso de las órdenes de Perry, Cat obliga a Lois a dejarla unirse para poder descubrir la identidad secreta de Superman. En medio del concurso, la compañera finalista de Superman, Silver St. Cloud, desarrolla un interés en él, mientras que Cat descarta la afirmación de Lois de que está saliendo con Superman, lo que la hace dudar de su relación con él. Mientras tanto, Jimmy lucha por determinar cómo disculparse con Clark después del simposio. En el camino, él se encuentra con una chica llamada Kara, que ha venido a Metrópolis en busca de su primo. Después de que Jimmy se ofrece a ayudarla, se unen para recorrer Metrópolis antes de dirigirse finalmente al concurso, donde Jimmy descubre que Kara estaba buscando a Superman, quien es nombrado ganador. Al ver a Lois irse, intenta reconciliarse con ella, pero ella revela su estrés por la desaparición de Sam, la oferta de Vale y su relación desgastada. De repente, Kara quien revela ser el guerrero kryptoniano ataca a Superman por órdenes de Brainiac, creyendo que no es apto para unirse al Imperio Kryptoniano. A pesar de que Superman desbloquea el poder del aliento de hielo en la pelea que siguió, Kara lo derrota, lo captura y se dispone a llevarlo ante Brainiac ya que este muestra interés en los nuevos poderes de Clark. |                                                                           |               |                                                          |                           |                                    |                            |
| 6 | «"The Machine Who Would Be Empire"» «La Máquina que será un Imperio (LA)» | Jen Bennett   | M. Willis                                                | 23 de junio de 2024       | 23 de junio de 2024                | —                          |
| Lejos de la Tierra y secuestrado en el espacio, Superman intenta escapar hasta que Kara le afirma que hay otros kryptonianos vivos. Utilizando un dispositivo proyector de pensamientos, explica que antes de su caída, Krypton era la sociedad más avanzada de la galaxia e invitaba a los planetas menos afortunados a compartir su utopía y argumenta que ella junto a Brainiac desean recuperar eso. Superman le intenta explicar por qué no puede conquistar la Tierra, pero Kara lo cuestiona de por qué se limita ante los humanos. Después de tropezar con su colección secreta de recuerdos extraterrestres de los mundos que ha visitado, Clark le pide a Kara que le muestre un planeta que conquistó el Nuevo Imperio Kryptoniano para probar su punto. Ella lo lleva a Thanagar, pero lo encuentran en ruinas, lo que hace que Kara cuestione brevemente las intenciones de Brainiac antes de que sus robots la lleven a ella y a Superman a su base, Kandor. Al despedir a Kara, Brainiac revela que es un belicista dispuesto a aniquilar a aquellos que rechacen su Nuevo Imperio kryptoniano antes de contener a Superman y lavarle el cerebro a Kara por desobedecerlo. Sin embargo, los recuerdos de Kara la ayudan a recordar sus dudas hacia Brainiac y la destrucción que ella dejó en los mundos que conquistó para su Nuevo Imperio Kryptoniano. Mientras intenta determinar qué hacer a continuación, ella se encuentra con una nave espacial pilotada por Jimmy, Lois, Mallah y Brain. |                                                                           |               |                                                          |                           |                                    |                            |
| 7 | «"Olsen's Eleven"» «La Gran Estafa de Olsen (LA)»                         | Diana Huh     | Paul Chang, M. Willis, Angela Entzminger y Cynthia Furey | 30 de junio de 2024       | 30 de junio de 2024                | —                          |
| Después de la batalla entre Superman y Kara, Waller anuncia la formación del Cuerpo de Defensa Humana (HDC) y coloca a Metrópolis bajo ley marcial en preparación para una inminente invasión alienígena. Mientras tanto, Jimmy y Lois planean irrumpir en S.T.A.R. Labs y robar la nave espacial experimental de AmazoTech para poder encontrar a Superman. Para ayudarlos, ellos contratan a Livewire, quien está de acuerdo aún con las aparentes protestas de su novia Heat Wave, y reclutan a Mallah y Brain, quienes habían regresado debido a problemas con sus doppelgangers multiversales y la máquina de portales. Para complicar las cosas, Jimmy descubre que Lois tiene la intención de usar su muestra de kryptonita en Kara. Además, la seguridad resulta más estricta de lo esperado debido a que Waller y Wilson supervisan el trabajo de Luthor en los Metallos. Al descubrir rápidamente su presencia, Waller envía a Wilson a capturar al grupo de Lois y Jimmy. A pesar del caos de evadir la Task Force X, Mallah y Brain lanzan con éxito la nave espacial mientras Livewire y Heat Wave, que estaban implementando un plan separado para robar la armería, atacan a los Metallos para asegurar el escape del grupo. Mientras Waller considera que el trabajo de Luthor con los Metallos fue exitoso y le asigna más recursos, Mallah y Brain usan un dispositivo de portales recién construido para enviarlos a ellos, a Lois y a Jimmy al espacio profundo, donde ellos se encuentran con Kara. |                                                                           |               |                                                          |                           |                                    |                            |
| 8 | «"The Death of Clark Kent"» «La Muerte de Clark Kent (LA)»                | Kiki Manrique | Angela Entzminger                                        | 7 de julio de 2024        | 7 de julio de 2024                 | —                          |
| Brainiac usa el dispositivo "Black Mercy" para invadir y manipular los recuerdos de Superman, con la intención de transferir su I.A. al cuerpo de este último antes de que Kandor se desmorone. A pesar de sus mejores esfuerzos, Superman no logra evitar que Brainiac se entere de Lois y Jimmy, usando su conexión con ellos en su contra y, finalmente, atrapando su mente en una simulación de su familia biológica y un restaurado Krypton. Mientras tanto, Kara y Jimmy se reúnen antes de que ellos y Lois diseñen un plan para salvar a Superman. Mientras Mallah y Brain se quedan para reparar la nave espacial, Jimmy y Lois se infiltran en Kandor mientras Kara intenta razonar con Brainiac. Frustrado con su rebeldía percibida, Brainiac confirma que le lavó el cerebro para servirla a sus intereses. Kara destruye su cuerpo actual, pero Brainiac posee con éxito el cuerpo de Superman. Jimmy intenta usar la Kryptonita en Brainiac, pero lo expulsa a él, a Lois y a Kara al espacio antes de teletransportar a Kandor. Después de que Mallah y Brain rescatan al trío, Lois revela que robó el Black Mercy y la usa en ella misma en un intento de salvar a Superman. |                                                                           |               |                                                          |                           |                                    |                            |
| 9 | «"Pierce the Heavens, Superman!"» «Atraviesa el Cielo, Superman (LA)»     | Jen Bennett   | Jake Wyatt                                               | 14 de julio de 2024       | 14 de julio de 2024                | —                          |
| Mientras Kara y Jimmy regresan a la Tierra para detener a Brainiac, Jimmy intenta advertir a Metrópolis. Aunque la pareja se separa de Mallah y Brain y es detenida por la Task Force X, ellos son rescatados por el personal del Daily Planet y Vale. Con las probabilidades en su contra, Kara comienza a perder la esperanza, pero Lombard y Jimmy la ayudan a elegir quién quiere ser como lo hizo Clark. Mientras Brainiac lanza su invasión a la Tierra, Kara intenta detenerlo, pero él la domina a ella y a la Task Force X. Mientras tanto, Lois ingresa con éxito a la simulación en la que Clark está atrapado, pero es capturada por Jor-El y su esposa Lara, quienes saben que no pertenece e intentan eliminarla debido a que Black Mercy no puede soportar múltiples mentes a la vez. Sin embargo, la simulación se reinicia a cuando ella llegó por primera vez cada vez que lo hacen. En el transcurso de varios reinicios, ella gradualmente se acerca y se reconcilia con Clark antes de que unan fuerzas para destruir la simulación. Obligado a regresar a su cuerpo anterior, Brainiac toma represalias hackeando a Metallos para derrotar a Kara y un Superman restaurado para él mientras intenta usar a Kandor para destruir Metrópolis. |                                                                           |               |                                                          |                           |                                    |                            |
| 10 | «"My Adventures with Supergirl"» «Mis Aventuras con Supergirl (LA)»       | Diana Huh     | Josie Campbell, Brendan Clogher y Jake Wyatt             | 21 de julio de 2024       | 21 de julio de 2024                | —                          |
| Mientras el HDC no logra destruir a Kandor y Luthor huye, Waller no logra llegar a Henshaw ni a sus agentes. No obstante, ella continúa luchando y se reúne con Sam, quien reclutó aliados para ayudarlos. Mientras tanto, Superman y Kara se recuperan y reciben ayuda de Willis, Heat Wave e Intergang para llegar a Kandor y enfrentarse a Brainiac, quien revela que destruyó Krypton frente a las conversaciones de paz que habrían llevado a su cierre, e intenta lavarle el cerebro a Kara una vez más. Al mismo tiempo, el personal del Daily Planet se reagrupa con Irons antes de que Lois y Jimmy ayuden a romper el control de Brainiac sobre Kara. Ella y Superman empujan a Kandor hacia el sol para destruirlo antes de usar los rayos del sol para fortalecerse y destruir el cuerpo de Brainiac con su núcleo rescatado. Durante los créditos, Jonathan y Martha conocen a Kara y celebran una barbacoa, Brain y Mallah reconstruyen su laboratorio Cadmus con la ayuda de Jimmy y Kara, Perry se enoja porque la entrevista de Vale encabezó un artículo sobre Kara llamándola "Supergirl", Waller se convierte en una fugitiva, Luthor establece la sede de LexCorp y contrata a Wilson, Lois rechaza la oferta de Vale y Kara se une a Clark, Lois y Jimmy para proteger Metrópolis. |                                                                           |               |                                                          |                           |                                    |                            |

## Producción

### Desarrollo
En mayo de 2021, se anunció que se había hecho un pedido de dos temporadas para My Adventures with Superman, con la serie inicialmente planeada para emitirse en Cartoon Network y HBO Max. Se reveló que Jack Quaid y Alice Lee interpretarían a Clark Kent / Superman y Lois Lane, respectivamente. Jake Wyatt y Brendan Clogher estaban a bordo como coproductores ejecutivos, y Josie Campbell era productora. Sam Register también era productor ejecutivo. No se dieron actualizaciones importantes hasta marzo de 2023, cuando se anunció que la serie ya no se emitiría en Cartoon Network, sino en Adult Swim.

### Escritura
El equipo detrás de la serie quería explorar los primeros años de Clark, Lois y Jimmy Olsen y sus trabajos en el Daily Planet, algo que Campbell sentía que rara vez se había tocado en anteriores medios de Superman. Campbell describió a los tres personajes como el corazón de la serie, añadiendo que su vínculo y el tiempo que pasan juntos impulsa "la serie y los arcos de los personajes tanto de la primera como de la segunda temporada". También expresó que el romance entre Lois y Clark era muy importante para el equipo y algo que se desarrollaría a medida que avanzara la serie.
Campbell citó Superman (1978) como una gran influencia para la serie, especialmente por la interacción entre la Lois de Margot Kidder y el Superman de Christopher Reeve: "Nos encantó su química; nos encantó lo inteligente y luchadora que era Lois, y nos encantó el corazón y el altruismo del Superman / Clark Kent de Reeve. La película era inteligente, divertida y modernizaba a Superman de una forma que parecía orgánica para la época, a la vez que respetuosa con lo que había antes. Es realmente una de nuestras piezas favoritas de Superman". Al igual que la película, pretendían que My Adventures with Superman tuviera una "amplia audiencia, en la que niños, adolescentes y adultos pudieran sentarse a verla juntos". Otras influencias de la serie son la serie limitada de cómics de 1986 The Man of Steel, así como las obras de Dan Jurgens, Jon Bogdanove y Louise Simonson. Además, la secuencia de transformación de Superman está inspirada en Pretty Cure, específicamente Cure Mermaid de Go! Princess PreCure.

### Casting
En junio de 2022, Michael Emerson anunció que interpretaría a Brainiac. En abril de 2023, se confirmó que Ishmel Sahid interpretaría a Jimmy Olsen.
Campbell disfrutó mucho trabajando con Quaid. Dijo que tenía un gran timing cómico como Clark pero que también era capaz de "vender la bondad, la fuerza y la dignidad de Superman".

## Lanzamiento
My Adventures with Superman se estrenó en Adult Swim el 6 de julio de 2023 con un episodio de dos partes, y en Max al día siguiente. También se empezó a transmitir en el bloque de programación Toonami de la cadena los sábados por la noche, y tiene reposiciones en ACME Night de Cartoon Network. La primera temporada constará de 10 episodios.

### Marketing
En abril de 2023 se publicó un teaser tráiler. El 5 de junio de 2023 se publicó un tráiler completo anunciando la fecha de estreno. El 29 de junio de 2023 se reveló un clip promocional de la primera temporada.

## Recepción

### Respuesta de la crítica
La serie recibió críticas positivas de los críticos. En el sitio web del agregador de reseñas Rotten Tomatoes, la serie tiene una calificación del 98% según 28 reseñas, con una puntuación promedio de 8,20/10. El consenso de los críticos dice: "Transponiendo perfectamente a Superman al estilo del anime shōnen, estas aventuras le dan al personaje un trabajo de pintura refrescante al mismo tiempo que conservan su encanto por excelencia". Polly Conway, de Common Sense Media, calificó el programa con 4/5 estrellas, describiéndolo como "un nuevo comienzo alegre y divertido para el superhéroe clásico" y agregó que "los niños que aún no están preparados para películas serias de superhéroes estarán encantados con las batallas y desafíos que la tripulación debe enfrentar."
Samantha Nelson de IGN calificó el programa con un 8/10, diciendo que "fusiona el canon de DC Comics y los tropos del anime shonen para darle un giro fresco y encantador al Hombre de Acero", y agregó que "si bien hay algunos personajes más débiles, el los primeros siete episodios del programa muestran un enorme potencial impulsado por villanos extraños, peleas complejas y un conjunto compacto". Lauren Sarner, del New York Post, lo describió como "nada revolucionario ni especialmente inteligente, pero es alegre y está salpicado de algunos momentos divertidos". Michael Thomas de Collider declaró que "si bien la serie tiene algunos problemas de ritmo y la falta de un elenco de apoyo sólido, lo compensa con su ingenioso arte y su sólido trío protagonista".